# Sección de Balonmano del Real Madrid Club de Fútbol
La Sección de Balonmano del Real Madrid Club de Fútbol fue fundada en 1951, un año antes de las Bodas de Oro de la entidad, y fue disuelta apenas ocho años después. La disparidad que todavía tenía la práctica del balonmano, en la que había dos modalidades distintas, hizo que el club se dedicase a practicar ambas: la de "a once" o de "campo", y la de "a siete" o de "polideportivo".
Pese a la corta vida de la sección pudo cosechar dos Campeonatos de España de manera consecutiva, una con cada disciplina. Sin embargo, los buenos resultados no tuvieron continuidad por lo que coincidiendo con la desaparición del Campeonato de España A-11, y la reestructuración de la Primera División Nacional A-7 que dio paso a la División de Honor, el club decidió disolver la sección.
El éxito obtenido en los primeros años, hizo que se fundase también una categoría femenina bajo el amparo de la Sección Femenina de Madrid, creadora y encargada de la organización de los diferentes campeonatos deportivos femeninos en España.

## Historia
En 1951, un año antes de que el club celebrase sus Bodas de Oro del club, surgió esta sección en sus dos modalidades a once y a siete, debido a que en la época ninguna de las dos prevalecía sobre la otra. Con el paso de los años, la modalidad a once fue decayendo hasta que finalmente prevaleció el juego a siete implantándose en toda Europa e incorporándose como disciplina olímpica.
En la década de los años cincuenta, la sección de balonmano en su disciplina "a once" o "de campo" fue la única, junto con la de fútbol, cuyos encuentros tuvieron un seguimiento multitudinario como reflejan sus encuentros disputados en el «Estadio de Chamartín», escenario habitual en los encuentros de una modalidad jugada en campos de fútbol.

La competición del Campeonato de España de balonmano a once fue la primera competición española que se disputó entre clubes, inaugurándose en 1941 y en la que la sección madridista se coronó como campeona en la temporada 1951-52. La discontinuidad del Campeonato balonmano a once, que fue perdiendo seguidores a raíz de la aparición del balonmano a siete disputado en pistas polideportivas, acabó por desaparecer también en España en detrimento de esta última.
El crecimiento de un deporte introducido en el país por la Escuela Militar de Toledo en el país a finales de los años veinte, y en especial la evolución de la modalidad polideportiva, hicieron que se inaugurase en la temporada 1951-52 el Campeonato de España de balonmano a siete bajo la denominación de Primera División Nacional, jugando sus partidos tanto en el Frontón de Fiesta Alegre como en el Frontón Recoletos.

En ella, tras acceder desde el Campeonato Regional de Castilla, la sección madridista finalizó en el tercer puesto, mientras que en la segunda edición del campeonato al año siguiente –y tras haber conquistado el título en la modalidad a once–, se alzó con el título en la modalidad a siete.
Pese al inmediato éxito de la sección al conquistar dos títulos del Campeonato de España en apenas dos años de vida y finalizar en numerosas ocasiones en los primeros puestos de la clasificación, finalmente se disolvió en el año 1959 coincidiendo con la desaparición de los Campeonatos de España de ambas modalidades que dieron paso a la División de Honor. 
La sección tuvo en J. González Espinosa, Suárez, Abad, Venancio, Moreno, M. Fernández Zurdo, E. Villanueva Sanz «Villita», V. Maestre Quiroga, J. Pérez Morante, Bustamante, Aguirre, José Luis Alcántara y Pérez Mínguez a sus principales figuras, siendo muchos de ellos interncacionales absolutos con la selección española, sin olvidar al sueco Ove Forsberg que creó escuela con sus lanzamientos y al español Félix Sánchez-Laulhé quien fue integrante también de las secciones de baloncesto y béisbol del club, así como presidente de la Real Federación Española de Balonmano (RFEBM) tras su retirada como deportista.
En los primeros años del siglo XXI hubo varios intentos por recuperar la histórica sección mediante acuerdos con el Club Balonmano Ciudad Real que sin embargo no llegaron a materializarse. Finalmente el club de Ciudad Real pasó a trasladarse a Madrid bajo el nombre de Club Balonmano Atlético de Madrid, quien recibió los derechos federativos de la económicamente maltrecha entidad castellano-manchega mediante un acuerdo de patrocinio gracias a unas negociaciones iniciadas antes que el club madridista.

## Palmarés
Masculino:
- 1 Campeonato de Liga de España A-11: 1951-52.[13]

- 1 Campeonato de Liga de España A-7: 1952-53.[14]

En ocasiones la competición del Campeonato de España, denominado oficialmente Primera División Nacional, era referido en los medios de comunicación como el campeonato de Copa de España debido al sistema de enfrentamiento directo que dilucidaba al campeón; motivo por el cual es confundido históricamente con la competición de la Copa del Generalísimo, actual Copa del Rey.
Femenino:
- 1 Subcampeonato de la Copa de la Reina: 1934.[16]

## Enlaces de interés
- Real Madrid Club de Fútbol
- Real Madrid de Baloncesto
- Secciones históricas del Real Madrid C. F., en Facebook